# Igor Lazić (Eishockeyspieler)
Igor Lazić (* 14. Februar 1992 in Zagreb, Kroatien) ist ein kroatischer Eishockeyspieler, der bis 2013 beim KHL Medveščak Zagreb unter Vertrag stand.

## Karriere
Igor Lazić begann seine Karriere als Eishockeyspieler in seiner Heimatstadt in der Nachwuchsabteilung des KHL Medveščak Zagreb, für den er von 2006 bis 2009 in der kroatischen Juniorenliga aktiv war, ehe er parallel in der Saison 2008/09 für Medveščaks Profimannschaft sein Debüt in der slowenischen Eishockeyliga gab. Nachdem seine Mannschaft zur Saison 2009/10 in die Österreichische Eishockey-Liga aufgenommen worden war, absolvierte der Angreifer insgesamt 33 Spiele in dieser, in denen er punkt- und straflos blieb. Die restliche Spielzeit verbrachte er bei Medveščaks zweite Mannschaft in der Slohokej Liga, in der er in 24 Spielen 14 Scorerpunkte erzielte, davon sechs Tore. In der Saison 2010/11 spielte er für das Team Zagreb, das neu gegründete Kooperationsprojekt der Zagreber Spitzenvereine in der Slohokej Liga und der slowenischen U20-Junioren-Spielklasse und lief nur in der kroatischen Meisterschaft für Medveščak auf. 
Mit der zweiten Mannschaft von Medveščak Zagreb nahm er von 2008 bis 2013 zudem am Spielbetrieb der nationalen Liga teil und wurde jeweils Kroatischer Meister mit seiner Mannschaft.

### International
Für Kroatien nahm Lazić im Juniorenbereich an den U18-Junioren-Weltmeisterschaften der Division II 2009 und 2010 sowie den U20-Junioren-B-Weltmeisterschaften 2010, 2011 und 2012 teil. Für die Herren-Nationalmannschaft lief er bei der Weltmeisterschaft 2010 in der Division I sowie 2012 und 2013, als den Kroaten die Rückkehr in die Division I gelang, auf. Zudem stand er bei den Qualifikationsturnieren für die Olympischen Winterspiele 2014 in Sotschi auf dem Eis.

## Erfolge und Auszeichnungen
- 2009 Kroatischer Meister mit dem KHL Medveščak Zagreb
- 2010 Kroatischer Meister mit dem KHL Medveščak Zagreb
- 2011 Kroatischer Meister mit dem KHL Medveščak Zagreb
- 2012 Kroatischer Meister mit dem KHL Medveščak Zagreb
- 2013 Aufstieg in die Division I, Gruppe B, bei der Weltmeisterschaft, Division II, Gruppe A
- 2013 Kroatischer Meister mit dem KHL Medveščak Zagreb

## Statistik
(Stand: Ende der Saison 2012/13)